# 轉換突變

顛換突變與轉換突變示意圖，紅色箭頭為顛換突變，藍色箭頭為轉換突變

轉換突變（Transition，簡稱Ts）是一種點突變，指DNA序列中嘌呤（A或G）互相轉換或嘧啶（C或T）互相轉換的突變，而嘌呤與嘧啶間的轉換則稱為顛換突變。一個核苷酸有兩種顛換突變可能發生，僅有一種轉換突變的可能，但後者發生的機率高於前者數倍，轉換突變因搖擺鹼基對之故而較少改變編碼的胺基酸，可能因對基因的影響較小而較易被保留。

## C-T突變

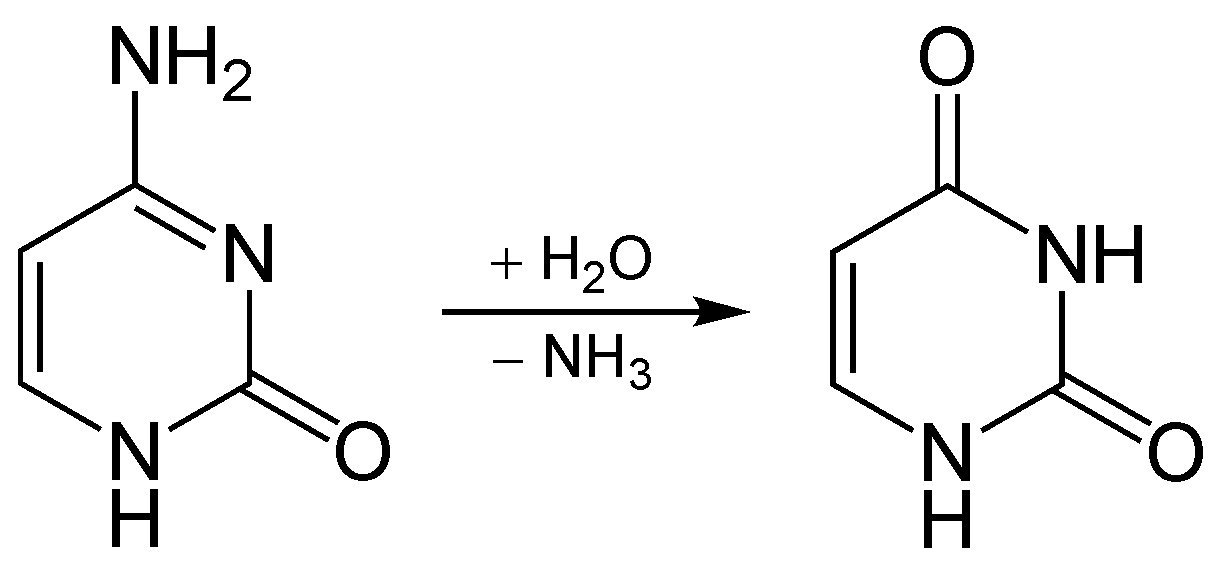
胞嘧啶（C）去胺後轉為脲嘧啶（U），若未及時被修復則會發生轉換突變

胞嘧啶（C）可自發去胺而轉為脲嘧啶（U），後者可由尿嘧啶DNA糖基酶（UDG）切除（鹼基切除修復）以阻止突變，若未在DNA複製前修復則會造成轉換突變。被甲基化的胞嘧啶（5-甲基胞嘧啶）發生去胺反應的機率更高，其去胺後轉為胸腺嘧啶（T），可由胸腺嘧啶DNA糖苷酶（TDG）切除修復，若未及時修復也會發生轉換突變（TDG亦可移除DNA中突變產生的脲嘧啶）。C-T突變是人類細胞中最常發生的突變，有數種癌症與這種突變有關，且造成人類基因組中的CpG位點出現頻率低於期望值，此現象稱為CG抑制。
2020年，有研究統計發現CG抑制的程度和基因組大小成反比，並提出假說認為基因組演化過程中，細胞為抑制轉位子表現而將其甲基化，使該處C-T突變的機率增加，可能進而變異產生強化子等具有新功能的序列。